# 雄記行 (澳門)
雄記行（葡萄牙語：Mercearia Hong Kei Hong），在1996年，由袁氏老夫婦創立，其業務主要銷售食油、白米等雜貨。當時是由兒子和女兒打理。而位於澳門十月初五街57號地下，也是澳門中華總商會成員。
2017年8月23日，該店舖受颱風天鴿影響，倉庫出現嚴重水浸，其兄妹到地庫米倉將貨物移高，但由於水深太高被困地庫，即使被人救出兩人，也已被水浸活活淹死終告不治，其原本打算搬遷至工廠大廈繼續營運，如今變成泡影。